# The Burnt Orange Heresy
Pour plus de détails, voir Fiche technique et Distribution.
The Burnt Orange Heresy est un thriller policier américano-italien de 2019 réalisé par Giuseppe Capotondi sur un scénario de Scott Smith.
Le film est basé sur le livre éponyme de Charles Willeford publié en 1971 et met en vedette Claes Bang, Elizabeth Debicki, Mick Jagger et Donald Sutherland.
The Burnt Orange Heresy a été sélectionné comme film de clôture du 76e Festival international du film de Venise et est sorti le 6 mars 2019 par Sony Pictures Classics.

## Synopsis
Le critique d'art charismatique James Figueras et sa maitresse américaine se rendent dans le somptueux domaine, au lac de Côme, du puissant collectionneur d'art Joseph Cassidy. Leur hôte révèle qu'il est le mécène Jerome Debney, le JD Salinger reclus du monde de l'art, et il a une demande simple : que James vole un chef-d'œuvre de Debney dans l'atelier de l'artiste-peintre, quel qu'en soit le prix.

## Fiche technique
- Titre : The Burnt Orange Heresy
- Titre québécois : Hérésie
- Réalisation : Giuseppe Capotondi
- Scénario : Scott B. Smith d'après le roman de Charles Willeford
- Musique : Craig Armstrong
- Pays d'origine : États-Unis
- Genre : thriller
- Date de sortie : 2019

## Distribution
- Claes Bang (VQ : Gilbert Lachance) : James Figueras
- Elizabeth Debicki (VQ : Catherine Proulx-Lemay) : Berenice Hollis
- Mick Jagger (VQ : Jacques Lavallée) : Joseph Cassidy
- Donald Sutherland (VQ : Guy Nadon) : Jerome Debney
- Rosalind Halstead (VQ : Laurence Dauphinais) : Evelina Macri
- Alessandro Fabrizi (VQ : François Sasseville) : Rodolfo

Source : Version québécoise (VQ) sur Doublage.qc.ca

## Production
En février 2018, Elizabeth Debicki et Christopher Walken ont été choisis pour l'adaptation cinématographique du livre de Charles Willeford The Burnt Orange Heresy, pour jouer respectivement Berenice Hollis et l'artiste Jerome Debney. En avril 2018, Claes Bang a rejoint le film pour jouer le rôle principal de James Figueras, critique d'art et voleur farouchement ambitieux. Début septembre 2018, Mick Jagger a été choisi pour jouer Joseph Cassidy, un marchand d'art. Fin septembre 2018, Donald Sutherland a été choisi pour le film, en remplacement de Christopher Walken, pour jouer un peintre énigmatique qui devient la cible d'un braquage dans le monde de l'art.
La photographie principale du film a commencé fin septembre 2018 au lac de Côme, en Italie

## Sortie
Le film a eu sa première mondiale au Festival international du film de Venise le 7 septembre 2019. Peu de temps après, Sony Pictures Classics a acquis les droits de distribution du film. Il est sorti le 6 mars 2020. À la suite de la fermeture des cinémas une semaine plus tard en raison de la pandémie de COVID-19, Sony Pictures Classics a choisi de conserver le film jusqu'à la réouverture des cinémas au lieu de mettre le film sur des plateformes numériques. Il a été réédité le 7 août 2020.

## Réception critique
Sur Rotten Tomatoes, le film détient un taux d'approbation de 66% sur la base de 119 critiques, avec une note moyenne de 6,1/10. Le consensus des critiques du site Web se lit comme suit : "The Burnt Orange Heresy a un certain charme élégant, même si - tout comme le monde de l'art qu'il dépeint - il frappera certains téléspectateurs comme prétentieux." Sur Metacritic, le film détient un note de 57 sur 100, basée sur les critiques de 26 critiques, indiquant "des critiques mitigées ou moyennes".
Le Boston Herald note que l'artiste ajoute l'image d'une mouche à chacun de ses tableaux, « une métaphore du péché et du mal » ; l'image revient tout au long de "cette sombre fable".